# 松浦美奈
松浦 美奈（まつうら みな）は、日本の映画字幕翻訳者である。

## 略歴
幼少時をイギリスのロンドンとレバノンのベイルートで過ごし、フランスの大学付属専門学校にて4年間フランス語や英語などを学ぶ。
カンヌ映画祭の会場でスカウトされ、日本の映画輸入会社に入って宣伝を担当するがその会社が倒産し、その後は映画字幕翻訳に携わるようになる。最初に手がけたのは洋画のポルノ映画の字幕であった。

## 代表作品
1990年
- いまを生きる
- グッドフェローズ

1997年
- シェフとギャルソン、リストランテの夜

1999年
- シンプル・プラン

2000年
- ザ・ビーチ

2001年
- マレーナ

2002年
- キャスパー:誕生編
- ブラックホーク・ダウン

2003年
- アレックス
- インファナル・アフェア
- 8 Mile
- 戦場のピアニスト

2004年
- パッション
- ロスト・イン・トランスレーション
- ツイステッド

2008年
- チャーリー・ウィルソンズ・ウォー

2009年
- イングロリアス・バスターズ

2011年
- ブラック・スワン
- ソーシャル・ネットワーク

2013年
- 悪の法則

2014年
- アナと雪の女王
- あなたを抱きしめる日まで
- マンデラ 自由への長い道
- J・エドガー
- ゴーン・ガール

2015年
- アメリカン・スナイパー
- イントゥ・ザ・ウッズ
- イミテーション・ゲーム/エニグマと天才数学者の秘密
- チャッピー
- 完全なるチェックメイト
- ブリッジ・オブ・スパイ
- ブラック・スキャンダル
- キャロル

2016年
- ヘイトフル・エイト
- ある天文学者の恋文
- ハドソン川の奇跡
- 女神の見えざる手
- 沈黙 -サイレンス-
- マグニフィセント・セブン
- エイリアン: コヴェナント

2017年
- 王様のためのホログラム
- ブレードランナー 2049
- ジグソウ:ソウ・レガシー
- ザ・サークル
- オリエント急行殺人事件
- ワンダーストラック

2018年
- ペンタゴン・ペーパーズ/最高機密文書
- 君の名前で僕を呼んで

2019年
- 運び屋
- 世界の涯ての鼓動
- アナと雪の女王2
- ロスト・マネー 偽りの報酬

2022年
- ハウス・オブ・グッチ
- スティルウォーター
- ブレット・トレイン

2023年
- すべてうまくいきますように
- ボーンズ アンド オール
- ザ・ホエール
- アルマゲドン・タイム ある日々の肖像
- aftersun/アフターサン
- インスペクション ここで生きる
- ロスト・キング 500年越しの運命
- 私がやりました

2024年
- 僕らの世界が交わるまで
- 哀れなるものたち
- 憐れみの3章
- 関心領域
- ザ・バイクライダーズ
- ジャンヌ・デュ・バリー 国王最期の愛人
- ロッタちゃん はじめてのおつかい 2Kリマスター版
- ロッタちゃんと赤いじてんしゃ 2Kリマスター版
- ボーはおそれている
- ホールドオーバーズ 置いてけぼりのホリディ
- メイ・ディセンバー ゆれる真実
- シビル・ウォー アメリカ最後の日

2025年
- ザ・ルーム・ネクスト・ドア
- リアル・ペイン〜心の旅〜
- ブルータリスト
- ベイビーガール
- リー・ミラー 彼女の瞳が映す世界
- ノスフェラトゥ